# 克丽斯特尔·克兰茨
克丽斯特尔·克兰茨（德語：Christl Cranz，1914年7月1日—2004年9月28日），德国女子高山滑雪运动员。她曾代表德国参加1936年冬季奥林匹克运动会高山滑雪比赛，获得一枚金牌。